# Hipótesis del gran viraje

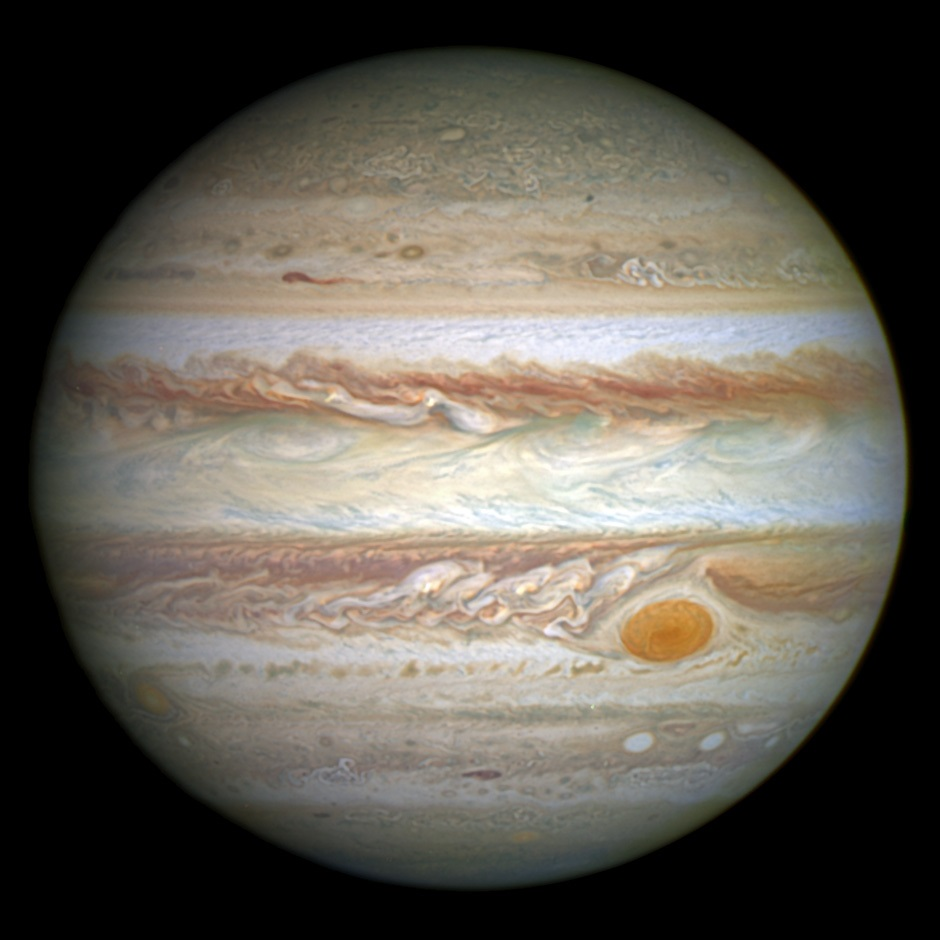
El planeta Júpiter pudo haber conformado la distribución de los planetas interiores del sistema solar mediante el proceso denominado gran viraje

En ciencias planetarias, la hipótesis del gran viraje (nombre original en inglés: Grand tack hypothesis) propone que el planeta Júpiter, después de su formación a una distancia del Sol de 3.5 unidades astronómicas, migró hacia el interior a 1.5 UA, antes de revertir su curso debido a la captura de Saturno en una configuración de resonancia orbital, deteniéndose finalmente cerca de su órbita actual a 5.2 UA. La inversión de la migración de Júpiter se compara con la ruta de un velero que cambia de dirección (realizando una bordada) a medida que viaja contra el viento.
El disco planetesimal pudo ser truncado a 1.0 UA por la migración de Júpiter, lo que limitó el material disponible para formar Marte. Júpiter pudo cruzar dos veces el cinturón de asteroides, dispersando los asteroides hacia afuera y luego hacia adentro. El cinturón de asteroides resultante tiene una pequeña masa, una amplia gama de inclinaciones y excentricidades, y una población que se origina tanto dentro como fuera de la órbita original de Júpiter. Los escombros producidos por colisiones entre planetesimales arrastrados por delante de Júpiter pudieron haber precipitado una generación temprana de planetas hacia el Sol.

## Implicaciones del modelo
El descubrimiento de sistemas planetarios extrasolares, parece indicar que el sistema solar posee una configuración bastante inusual si se compara con los sistemas de exoplanetas descubiertos hasta ahora. En estos sistemas, las regiones equivalentes a la zona de la Tierra en el sistema solar están ocupadas por grandes planetas gaseosos, más similares a Neptuno o Urano que a la Tierra (súper tierras). La Hipótesis del gran viraje describe un mecanismo planetario, que mediante una serie de modelizaciones por ordenador, permitiría explicar la particular configuración del sistema solar en su configuración actual.

## Descripción
Según la hipótesis del gran viraje, Júpiter debió sufrir una migración en dos fases después de su formación, desplazándose primero hacia el interior hasta situarse a 1,5 UA del Sol, para después invertir el rumbo y volver hacia afuera. La formación de Júpiter habría tenido lugar cerca de la línea de congelamiento, a aproximadamente 3.5 UA. Después de despejar un espacio en el disco de gas, Júpiter pudo experimentar una migracíon de tipo II, moviéndose lentamente hacia el Sol con el disco de gas. Si no se interrumpe, esta migración habría dejado a Júpiter en una órbita cercana al Sol como los júpiter calientes recientemente descubiertos en otros sistemas planetarios. Saturno también migró hacia el Sol, pero siendo más pequeño migró más rápido, experimentando una migracíon de tipo I o migración desbocada. Saturno convergió en Júpiter y fue capturado en una resonancia de movimiento medio 2:3 durante esta migración. Luego se formó una brecha superpuesta en el disco de gas alrededor de Júpiter y Saturno, alterando el equilibrio de fuerzas entre estos planetas, que comenzaron a migrar juntos. Saturno limpió parcialmente su parte del espacio reduciendo la tracción ejercida sobre Júpiter por el disco externo. El momento de giro neto en los planetas se volvió positivo, con los pares generados por las resonancias de Lindblad internas superando a los del disco externo, y los planetas comenzaron a migrar hacia afuera. Este movimiento hacia afuera pudo continuar porque las interacciones entre los planetas permitieron que el gas fluyera a través de la brecha. El gas intercambió el momento angular con los planetas durante su paso, lo que se sumó al balance positivo de pares; y transfirió la masa desde el disco externo al disco interno, permitiendo que los planetas migrasen hacia afuera en relación con el disco. La transferencia de gas al disco interno también aminoró la reducción de la masa del disco interno en relación con el disco externo a medida que se acrecentaba el Sol, lo que en caso contrario debilitaría el par interno, terminando con la migración hacia el exterior del planeta. En la hipótesis del gran viraje, se supone que este proceso invirtió la migración interna de los planetas cuando Júpiter estaba situado a 1.5 UA del Sol. La migración hacia el exterior de Júpiter y Saturno continuó hasta que alcanzaron una configuración de momento cero dentro de un disco acampanado, o el disco de gas se disipó, y se supone que terminaría con Júpiter cerca de su órbita actual.

## Alcance de la hipótesis del gran viraje
La hipótesis se puede aplicar a múltiples fenómenos en el Sistema Solar.

### Problema de Marte
El gran viraje de Júpiter resuelve el problema de la formación de Marte, al limitar el material disponible para configurarlo. Esta cuestión presenta un conflicto en algunas simulaciones de la formación de los planetas terrestres, que cuando comienzan con planetesimales distribuidos por todo el Sistema Solar interno, terminan con un planeta de 0.5-1.0 veces la masa terrestre en su región, mucho más grande que la masa real de Marte, de 0.107 masas de la Tierra. La migración interna de Júpiter altera esta distribución de material, impulsando planetasimales hacia el interior para formar una estrecha banda densa con una mezcla de materiales en una distancia de 1.0 UA, dejando la región de Marte en gran parte vacía. Los embriones planetarios se forman rápidamente en la banda estrecha. Mientras la mayoría colisiona y se fusiona para formar los planetas terrestres más grandes (Venus y la Tierra), algunos se dispersan fuera de la banda. Estos embriones dispersos, privados de material adicional (lo que ralentiza su crecimiento), forman los planetas terrestres de masa más baja, Marte y Mercurio.

### Cinturón de asteroides
Júpiter y Saturno arrastrarían la mayoría de los asteroides desde sus órbitas iniciales durante sus migraciones, dejando atrás un remanente desordenado, procedente tanto del interior como del exterior de la ubicación original de Júpiter. Antes de las migraciones de Júpiter las regiones circundantes contendrían asteroides que variaban en composición con su distancia del Sol. Los asteroides rocosos dominaban la región interior, mientras que los asteroides más primitivos y helados dominaban la región exterior, más allá de la línea de hielo. Cuando Júpiter y Saturno se desplazaran hacia adentro, un 15 % de los asteroides internos se dispersarían hacia órbitas más allá de Saturno. Después de revertir su curso, Júpiter y Saturno encontrarían por primera vez estos objetos, dispersando aproximadamente el 0.5 % de la población original hacia adentro, situándolos en órbitas estables. Más adelante, mientras Júpiter y Saturno migrarían hacia la región externa, alrededor del 0.5 % de los asteroides primitivos se dispersarían en las órbitas del cinturón de asteroides externo. Los encuentros con Júpiter y Saturno dejarían muchos de los asteroides capturados con grandes excentricidades e inclinaciones. Algunos de los asteroides helados también podrían quedar en órbitas que cruzasen la región donde más tarde se formaron los planetas terrestres, permitiendo que el agua pasara a formar parte de los planetas de acreción, como cuando los asteroides helados chocan con ellos.

### Desarrollos posteriores
La ausencia de súper Tierras cercanas al Sol puede ser el resultado de la migración interna de Júpiter. Si Júpiter migra hacia el interior, los planetesimales serían capturados en sus resonancias de movimiento medio, haciendo que sus órbitas se reduzcan y sus excentricidades crezcan. Seguiría una cascada de colisiones a medida que sus velocidades relativas se hicieran lo suficientemente grandes como para producir impactos catastróficos. Los restos resultantes volverían en espiral hacia el interior, hacia el Sol, debido a la resistencia del disco de gas. Si hubiera habido súper Tierras en el Sistema Solar primitivo, habrían capturado gran parte de estos restos en resonancias y podrían haber sido arrojados al Sol con anterioridad. Los planetas terrestres actuales se habrían formado a partir de planetesimales que quedaron atrás cuando Júpiter invirtió su rumbo. Sin embargo, la migración de súper Tierras en órbita cercana al Sol, podría evitarse si los desechos se fusionan en objetos más grandes, reduciendo la resistencia al gas; y si el disco protoplanetario tenía una cavidad interna, su migración hacia el interior podría detenerse cerca de su borde.
La presencia de una atmósfera espesa alrededor de Titán y su ausencia alrededor de Ganímedes y Calisto puede deberse al momento de su formación en relación con el gran viraje. Si Ganímedes y Calisto se formaron antes, sus atmósferas se habrían perdido a medida que Júpiter se acercaba al Sol. Sin embargo, para que Titán evitase la migración de Tipo I a Saturno, y para que la atmósfera de Titán sobreviviera, debe haberse formado después del gran viraje.
La migración de los planetas gigantes a través del cinturón de asteroides crea un aumento en las velocidades de impacto que podría resultar en la formación de condritas CB, elementos carbonáceos ricos en metales que contienen nódulos de hierro/níquel que se formaron a partir de la cristalización del impacto y se vaporizaron hace unos 4.8 ± 0.3 millones de años después de la formación de los primeros sólidos. La vaporización de estos metales requiere impactos de más de 18 km/s, muy por encima del máximo de 12.2 km/s en los modelos de acreción estándar. La migración de Júpiter a través del cinturón de asteroides aumenta las excentricidades e inclinaciones de los asteroides, lo que resulta en un período de 0.5 millones de años con velocidades de impacto suficientes para vaporizar los metales. Si la formación de condritas CB se debió a la migración de Júpiter, se habría producido entre 4.5-5 millones de años después de la formación del Sistema Solar.
Acompañando al gran viraje, se producirían perturbaciones en los planetas terrestres, lo que combinado con la inestabilidad del modelo de Niza altería la distribución orbital de los asteroides restantes. La excentricidad resultante y las distribuciones del semieje mayor de las órbitas se asemeja a las del cinturón actual de asteroides. Algunos asteroides de baja inclinación desaparecerían, dejando la distribución de inclinación ligeramente sobreelevada en comparación con el cinturón de asteroides actual.
El modelado reciente de la formación de planetas a partir de un anillo estrecho indica que la rápida formación de Marte, el tamaño del impacto formador de la Luna y la masa acrecentada de la Tierra después de la formación de la Luna, se reproducen mejor si la fase de crecimiento de unos pocos cuerpos termina con la mayor parte de la masa en embriones del tamaño de Marte y una pequeña fracción en planetesimales. El impacto que formó la Luna habría ocurrido entre 60 y 130 millones de años después de la formación de los primeros sólidos en este escenario.
Los encuentros con otros embriones podría desestabilizar un disco que orbitase Marte, reduciendo la masa de lunas que se formarían alrededor de Marte. Después de que Marte se dispersase en un anillo por encuentros con otros planetas, continuaría teniendo encuentros con otros objetos hasta que los planetas limpiasen el material del Sistema Solar interno. Si bien estos encuentros permitirían que la órbita de Marte se desacoplase de los otros planetas y permaneciera estable, también podrían perturbar el disco de material del que se formarían las lunas de Marte. Estas perturbaciones harían que el material escapase de la órbita de Marte o que impactara en su superficie, reduciendo la masa del disco, lo que da como resultado la formación de lunas más pequeñas.
Las simulaciones de la formación de los planetas terrestres utilizando modelos del disco protoplanetario que incluyen calentamiento viscoso y la migración de los embriones planetarios, indican que la migración de Júpiter puede haberse revertido a 2.0 UA. En simulaciones, las excentricidades de los embriones son aumentadas por las perturbaciones producidss por Júpiter. Como estas excentricidades son amortiguadas por el disco de gas más denso de los modelos recientes, los semiejes mayores de las órbitas de los embriones se contraerían, desplazando la densidad máxima de sólidos hacia adentro. Las simulaciones con la migración de Júpiter desde 1,5 UA hacia afuera, dieron como resultado que el planeta terrestre más grande se formara cerca de la órbita de Venus y no en la órbita de la Tierra. Las simulaciones que, en cambio, invirtieron la migración de Júpiter a 2,0 UA produjeron una coincidencia más cercana con el Sistema Solar actual.
La mayor parte de la acumulación de Marte debe haber tenido lugar fuera del angosto anillo de material formado por el gran viraje si Marte tiene una composición diferente a la de la Tierra y Venus. Los planetas que crecen en el anillo creado por el gran viraje terminarían con composiciones similares. Si el gran viraje se produjo muy pronto, mientras que el embrión que se convirtió en Marte era relativamente pequeño, el planeta rojo se pudo formar con una composición diferente que si, en cambio, se dispersaba hacia afuera y luego hacia adentro como los asteroides. La probabilidad de que esto ocurra es aproximadamente del 2%.
Estudios posteriores han demostrado que es poco probable que la migración orbital convergente de Júpiter y Saturno en la nebulosa solar que se estaría desvaneciendo, estableciera una resonancia de movimiento medio 3:2. En lugar de apoyar una migración fugitiva más rápida, las condiciones de la nebulosa conducirían a una migración más lenta de Saturno y su captura en una resonancia de movimiento medio 2:1. La captura de Júpiter y Saturno en la resonancia de movimiento medio 2:1 no invertiría la dirección de la migración, pero se han identificado configuraciones nebulosas particulares que podrían impulsar la migración hacia afuera. Estas configuraciones, sin embargo, tienden a incrementar la excentricidad orbital de Júpiter y Saturno a valores entre dos y tres veces mayores que sus valores reales. Además, si la temperatura y la viscosidad del gas permite que Saturno produzca una brecha más profunda, el par neto resultante puede volverse negativo, lo que resultaría en la migración hacia adentro del sistema.
La hipótesis del gran viraje ignora la acumulación continua de gas en Júpiter y Saturno. De hecho, para impulsar la migración hacia el exterior y mover los planetas a la proximidad de sus órbitas actuales, la nebulosa solar tendría que contener un depósito de gas suficientemente grande alrededor de las órbitas de los dos planetas. Sin embargo, este gas proporcionaría una fuente de acreción, lo que afectaría al crecimiento de Júpiter y de Saturno y a su relación de masa. El tipo de densidad de nebulosa requerida para que la captura en una resonancia de movimiento promedio 3:2 es especialmente peligrosa para la supervivencia de los dos planetas, porque puede conducir a un crecimiento masivo significativo y a la consiguiente dispersión planeta-planeta. Pero las condiciones que conducen a sistemas resonantes de movimiento medio 2:1 también pueden poner a los planetas en peligro. La acumulación de gas en ambos planetas también tiende a reducir el suministro hacia el disco interno, lo que reduce la tasa de acreción hacia el Sol. Este proceso trabaja para agotar un poco el interior del disco hasta la órbita de Júpiter, debilitando los pares en Júpiter que surgen de las resonancias internas de Lindblad y potencialmente terminando con la migración hacia el exterior de los planetas.

## Alternativas
Se formaría un pequeño Marte en una pequeña, pero no nula, fracción de simulaciones de acrecentamiento del planeta terrestre que comienza con planetesimales distribuidos en todo el Sistema Solar interno. Si la acreción de los planetas terrestres ocurrió con Júpiter y Saturno en sus órbitas presentes (es decir, después la inestabilidad en el Modelo de Niza) una depleción local del disco planetesimal cerca de la órbita actual de Marte es suficiente para la formación de un planeta de baja masa como Marte. Una inestabilidad temprana también puede dar como resultado un pequeño Marte si el disco planetesimal contiene embriones grandes. Un disco planetesimal con un perfil de densidad de superficie acusada, debido a la deriva hacia el interior de los sólidos antes de la formación de planetesimales, también da como resultado un pequeño Marte y un cinturón de asteroides de baja masa. Si el disco de gas está acampanado y los asteroides son grandes, la acreción de aerolitos en planetesimales y embriones se vuelve significativamente menos eficiente al aumentar la distancia al Sol, lo que impide el crecimiento de objetos por encima del tamaño de Marte en su distancia, dejando el cinturón de asteroides con una pequeña masa. Las resonancias seculares de barrido pueden incrementar inclinaciones y excentricidades, lo que resultaría en fragmentación en lugar de acreción a medida que aumentan las velocidades de colisión, inhibiendo el crecimiento de planetas más allá de 1 UA.
Las excentricidades e inclinaciones de un cinturón de asteroides de baja masa podrían haber salido de resonancias seculares si las órbitas resonantes de Júpiter y Saturno se hubieran vuelto caóticas durante el período entre la era de la fase gaseosa y la inestabilidad del modelo de Niza. Las resonancias seculares que se pudieron extender durante la disipación del disco de gas, también podría excitar las órbitas de los asteroides, y eliminar aquellos fuera de un rango de tamaño particular si giraran en espiral hacia el Sol debido a la resistencia del gas después de incrementar las excentricidades de sus órbitas. El cinturón de asteroides también podría ser excitado y agotado por embriones, ya sea dispersos hacia el interior por Júpiter, o abandonados a la formación de un planeta terrestre. Sin embargo, en el primercaso se deja el cinturón externo de asteroides más excitado que el cinturón interno de asteroides, y el segundo supuesto requiere un agotamiento adicional del ~ 90 % mediante un mecanismo adicional, más que en las versiones recientes del modelo de Niza. Si la región del cinturón de asteroides estaba inicialmente vacía, podría haber sido poblada por planetesimales helados que se dispersaron hacia adentro durante la acreción de gas de Júpiter y Saturno, y por asteroides rocosos que fueron diseminados hacia fuera por los planetas terrestres en formación. Los planetasimales helados dispersos hacia el interior también podrían entregar agua a la región de los planetas terrestres.
La ausencia de supertierras internas y la pequeña masa de Mercurio puede deberse a la formación del núcleo de Júpiter cerca del Sol y su migración hacia el exterior a través del Sistema Solar interior. Durante su migración hacia afuera, este núcleo podría empujar al material hacia el exterior mediante fenómenos de resonancia, dejando la región dentro de la órbita de Venus agotada. En un disco protoplanetario que está evolucionando a través de un disco, los embriones planetarios pueden migrar hacia afuera dejando al Sistema Solar sin planetas en el interior de la órbita de Mercurio. Una inestabilidad que condujera a colisiones catastróficas entre una generación temprana de planetas interiores, podría haber resultado en que los desechos se disgregaran con un tamaño lo suficientemente pequeño como para perderse debido a la fricción de Poynting-Robertson. Si la formación planetesimal se limitó a principios del período del disco de gas y al borde interno del disco planetesimal, pudo quedar ubicada en la línea de condensación de silicatos de este período. El campo magnético de algunas estrellas puede haberse alineado con la rotación del disco, lo que hace que el gas en las regiones interiores de sus discos se agote más rápidamente. Esto permitiría que solo en este tipo de sistemas, la relación de sólido a gas alcance valores suficientemente altos para permitir la formación de planetesimales a través de inestabilidades de flujo en regiones situadas más cerca que la órbita de Mercurio.